# Funiculaire Ikoma
Le funiculaire Ikoma (生駒ケーブル, Ikoma Kēburu) est un funiculaire exploité par la compagnie Kintetsu situé dans la ville d'Ikoma, dans la préfecture de Nara au Japon. Il se compose de deux lignes successives sur les pentes du mont Ikoma.

## Description

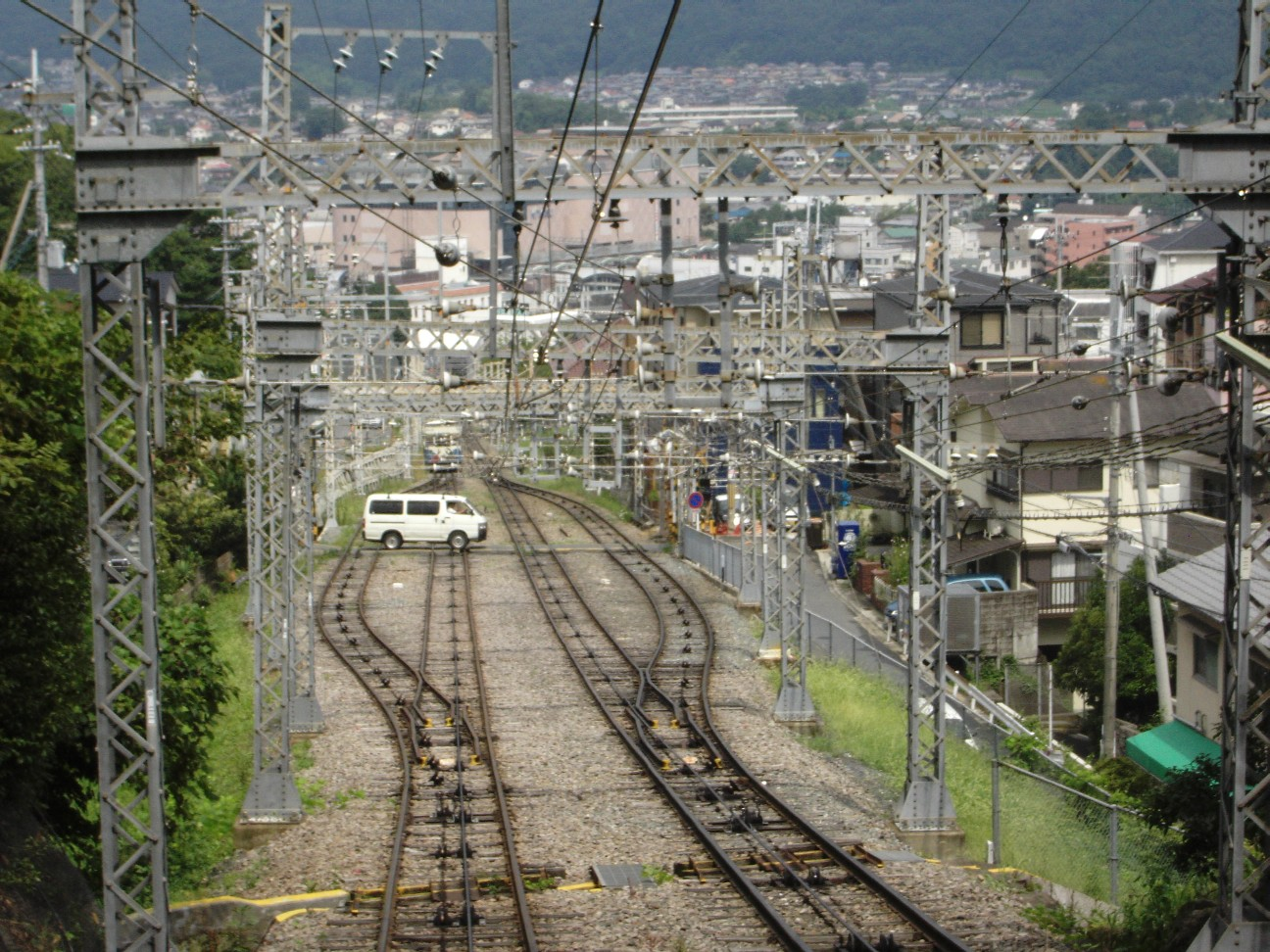
Double tracé de la ligne Hōzanji.

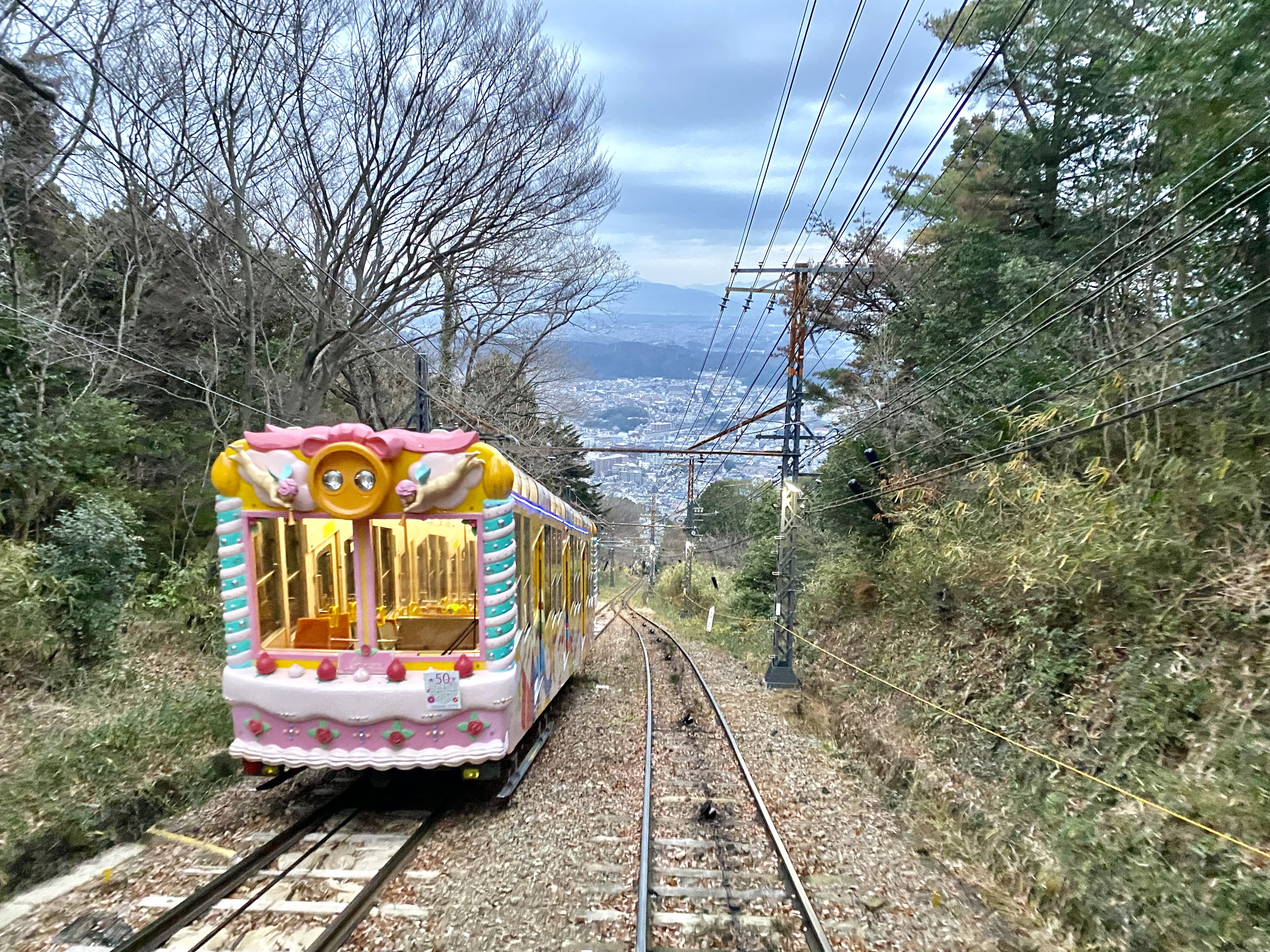
Évitement de la ligne Sanjō.

Le funiculaire se compose de deux lignes. La ligne Hōzanji (宝山寺線, Hōzanji-sen) relie la gare basse de Toriimae à la gare intermédiaire de Hōzanji et comporte deux voies parallèles avec chacune un évitement central. La voie 1 est utilisée en temps normal, tandis que la voie 2 n'est utilisée que lors des pics de fréquentations saisonniers ou lorsque la voie 1 est en maintenance. La ligne Sanjō (山上線, Sanjō-sen) relie la gare de Hōzanji à la gare haute d'Ikoma-Sanjō. Elle comprend une voie avec évitement central et possède deux gares intermédiaires.

## Histoire
La ligne Hōzanji ouvre le 29 août 1918 pour desservir le temple Hōzan-ji, c'est le plus ancien funiculaire du Japon. La ligne Sanjō ouvre le 27 mars 1929.

## Caractéristiques

### Ligne Hōzanji
- Longueur : 0,9 km
- Dénivelé : 146 m
- Pente : 22,7 %
- Écartement rails : 1 067 mm
- Nombre de gares : 2

### Ligne Sanjō
- Longueur : 1,1 km
- Dénivelé : 322 m
- Pente : 33,3 %
- Écartement rails : 1 067 mm
- Nombre de gares : 4

### Liste des gares
| Ligne         | Numéro           | Gare     | Nom japonais | Distance depuis Toriimae (km) | Correspondances                            | Localisation |
| ------------- | ---------------- | -------- | ------------ | ----------------------------- | ------------------------------------------ | ------------ |
| Ligne Hōzanji | Y17              | Toriimae | 鳥居前       | 0                             | Kintetsu : Nara, Keihanna, Ikoma (à Ikoma) | Ikoma        |
| Ligne Hōzanji | Y18              | Hōzanji  | 宝山寺       | 0,9                           |                                            | Ikoma        |
| Ligne Sanjō   | Y18              | Hōzanji  | 宝山寺       | 0,9                           |                                            | Ikoma        |
| Y19           | Umeyashiki       | 梅屋敷   | 1,2          |                               |                                            | Ikoma        |
| Y20           | Kasumigaoka (ja) | 霞ヶ丘   | 1,6          |                               |                                            | Ikoma        |
| Y21           | Ikoma-Sanjō      | 生駒山上 | 2,0          |                               |                                            | Ikoma        |

## Matériel roulant

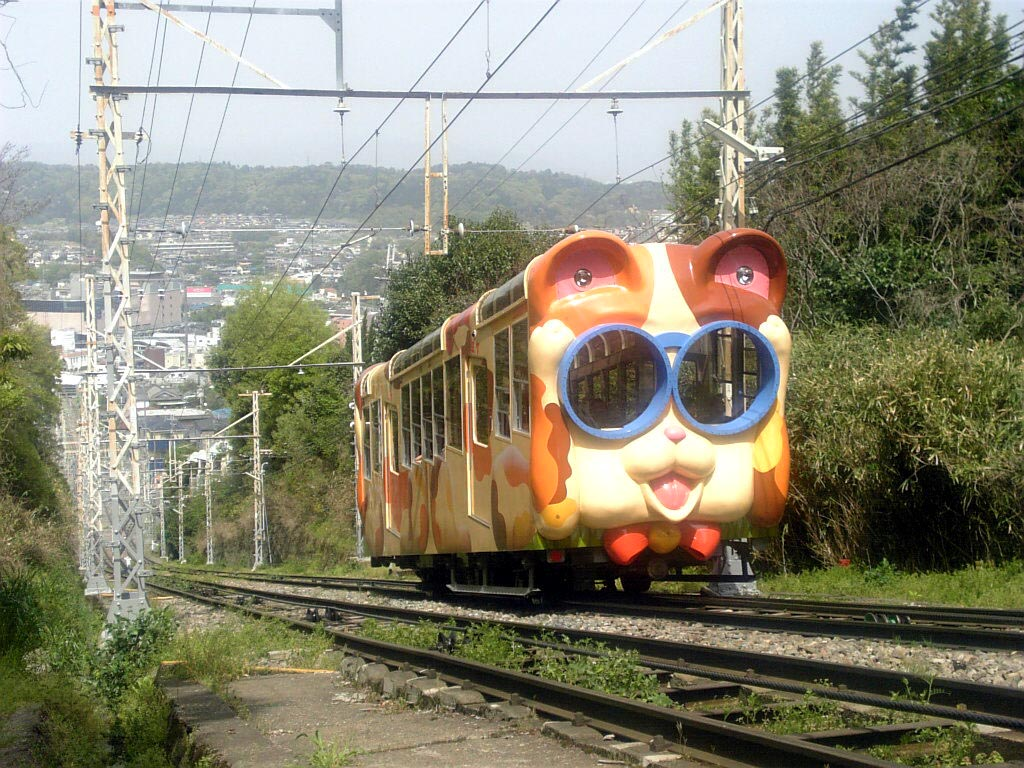
Mike (ligne Hōzanji 1).
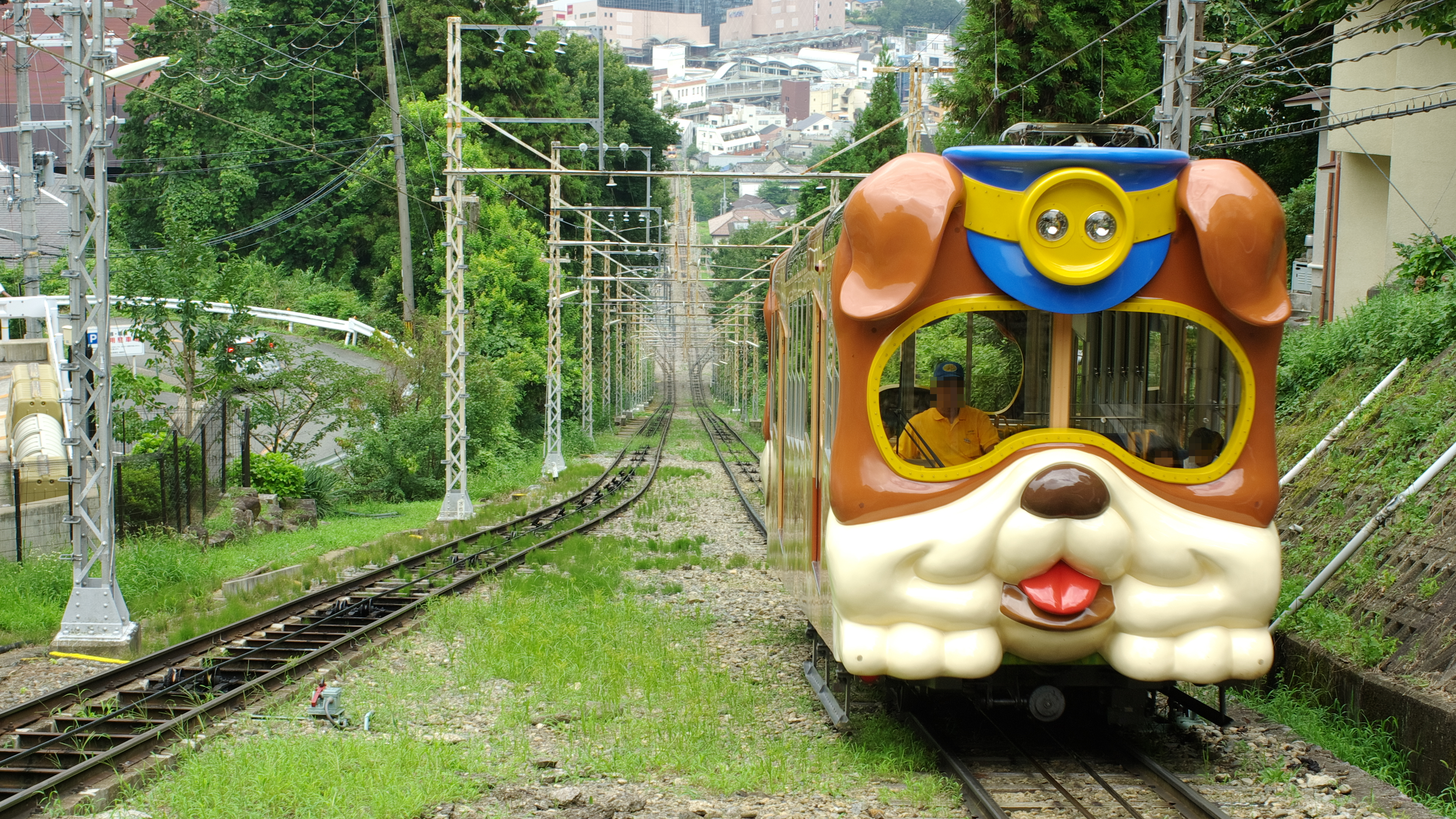
Bull (ligne Hōzanji 1).
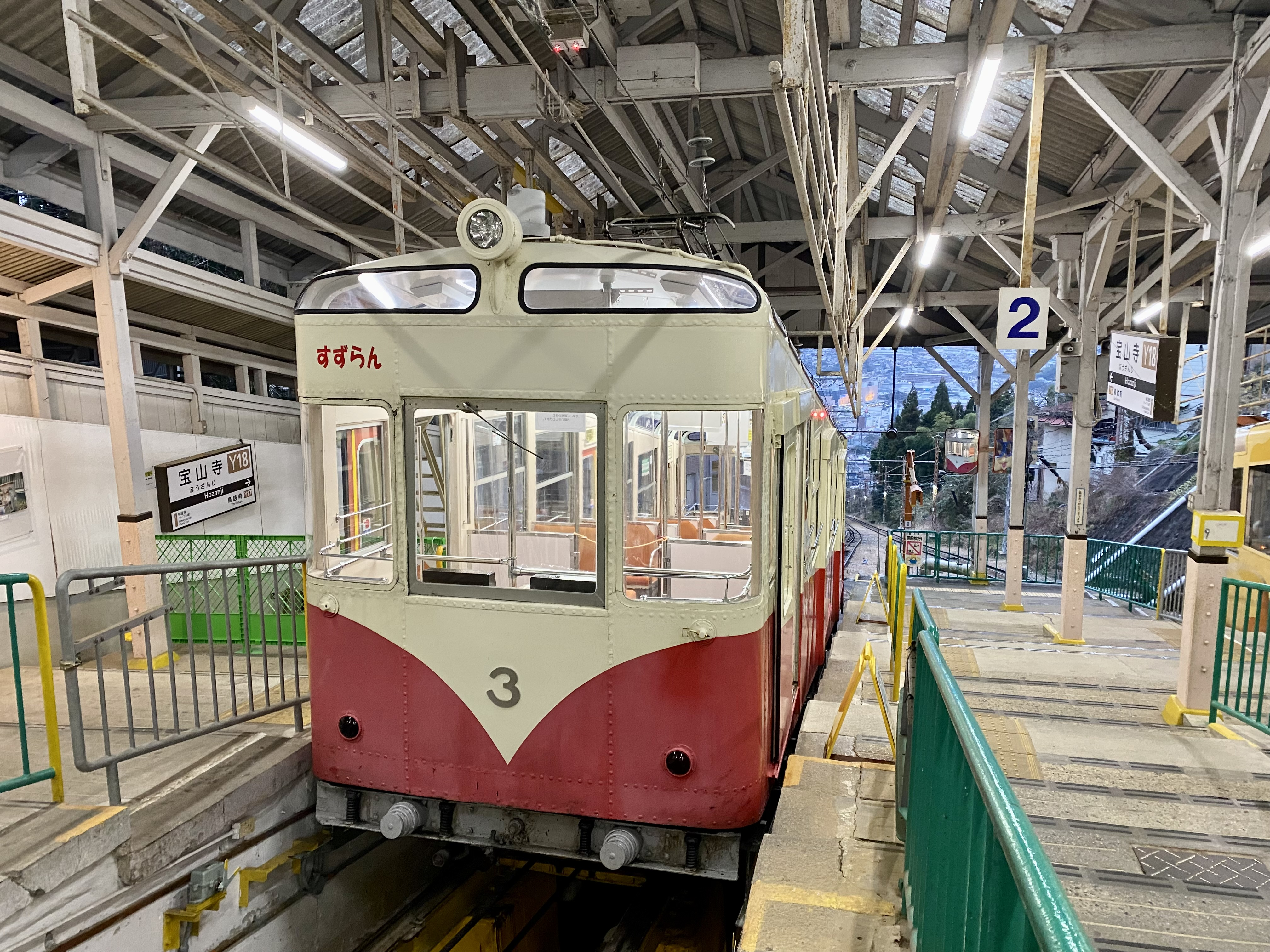
Suzuran (ligne Hōzanji 2).
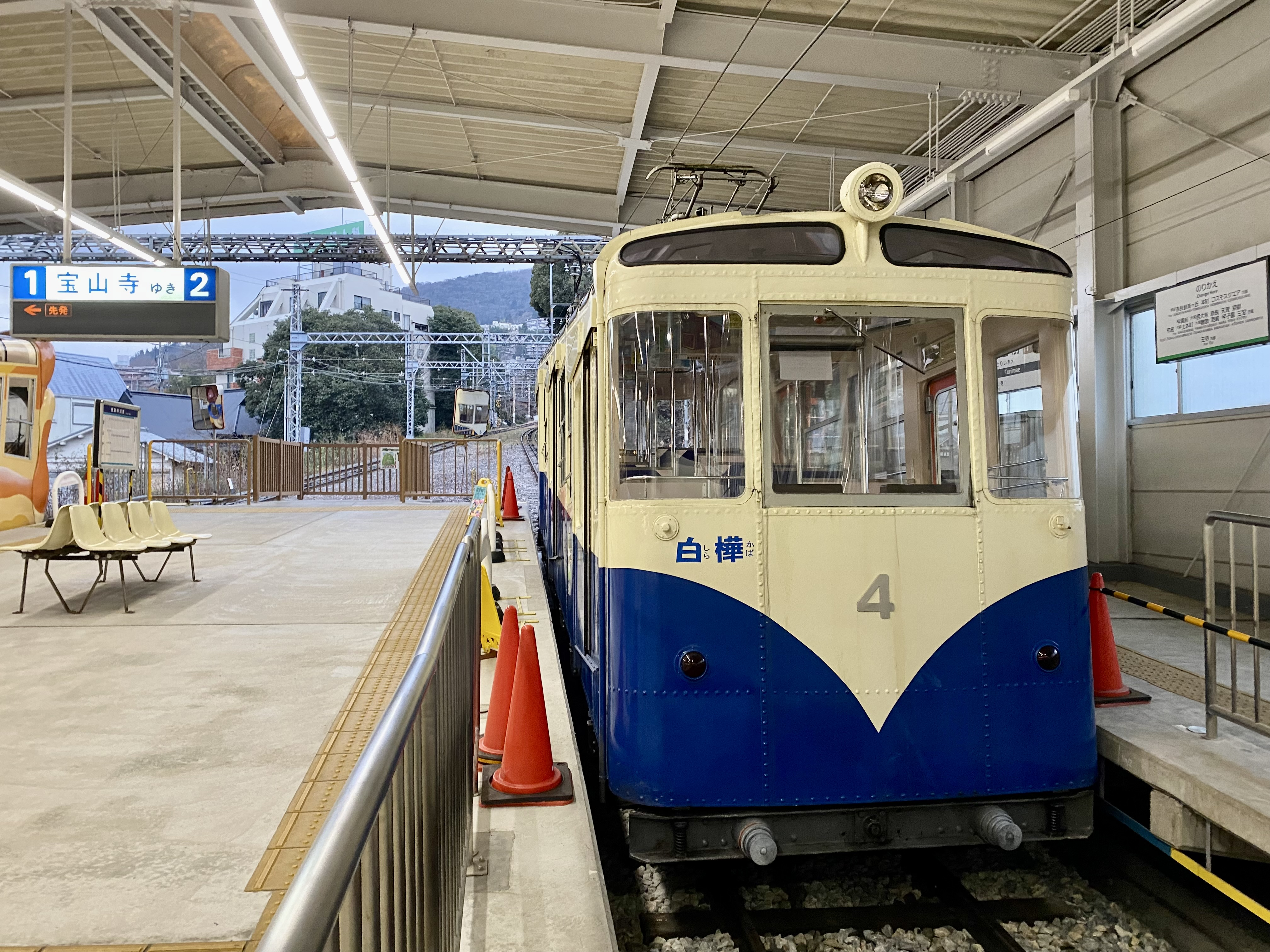
Shirakaba (ligne Hōzanji 2).
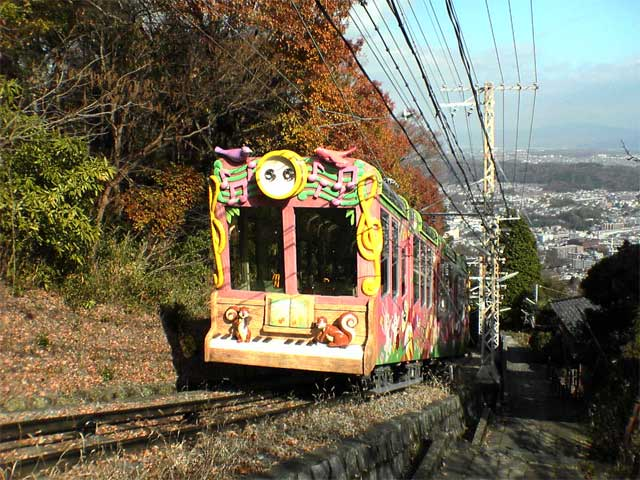
Doremi (ligne Sanjō).
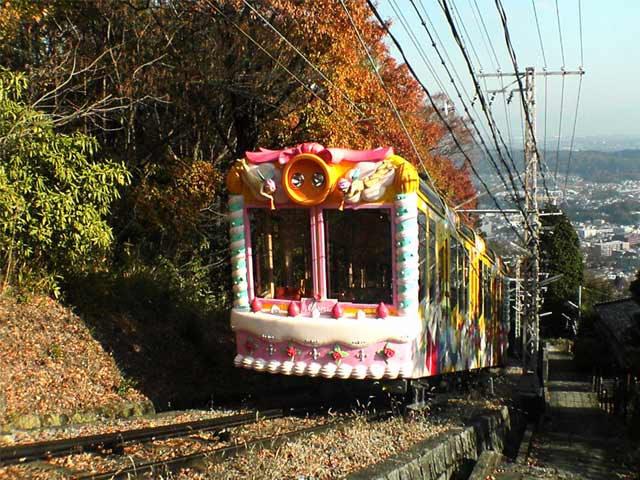
Sweet (ligne Sanjō).